# Amblyseius
Amblyseius es un amplio género de ácaros que pertenecen a la familia Phytoseiidae. Varios miembros de este género son fitoseidos (o depredadores de ácaros), como del Tetranychus urticae o araña roja, y también de trips. Varias especies son muy utilizadas en control biológico en cultivos agrícolas.

## Especies
Especies incluidas:
- Amblyseius andersoni
- Amblyseius californicus
- Amblyseius cucumeris
- Amblyseius degenerans
- Amblyseius fallacis
- Amblyseius mckenziei
- Amblyseius orientalis
- Amblyseius perlongisetus
- Amblyseius potentillae
- Amblyseius reductus
- Amblyseius swirskii
- Amblyseius teke
- Amblyseius tsugawai
- Amblyseius victoriensis
- Amblyseius womersleyi